# Renna nello sciamanesimo siberiano

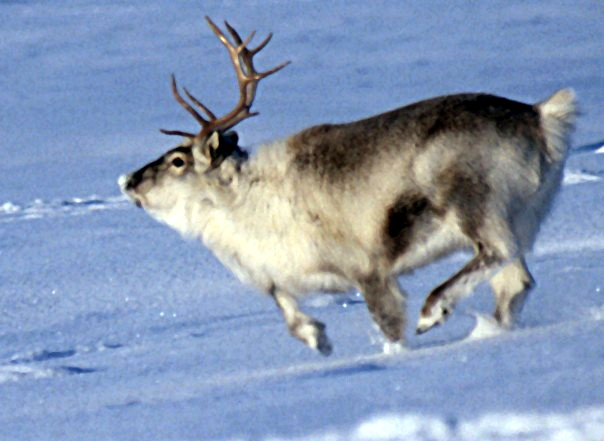
Renna alle Isole Svalbard, Norvegia

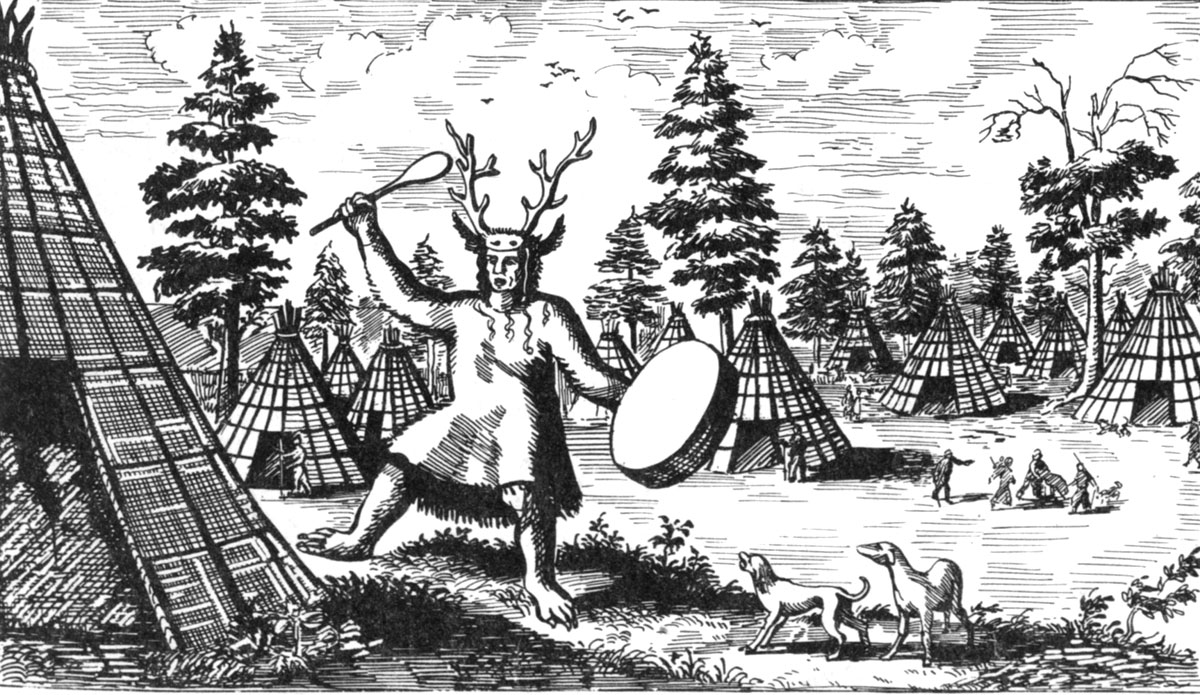
Sciamano tunguso che indossa corna di renna, disegno del XVII secolo

La renna nello sciamanesimo siberiano riflette la relazione culturale, nonché economica, tra i popoli nativi della Siberia, una regione dell'Asia settentrionale, e le renne che vivono là. Essa coinvolge i cacciatori nomadi di renne, coloro che cacciano le renne selvatiche e coloro che allevano quelle addomesticate. Le loro credenze religiose riflettono la filosofia spirituale dello sciamanesimo, e le loro tradizioni spesso coinvolgono la renna in vari stadi del processo di pratica della loro religione.

## Sciamanesimo
L'antropologo russo Širokogorov scrisse una volta che venendo trasformato in una renna, lo sciamano sente di essere "veloce, vigile, attento, il miglior animale che i Tungusi conoscano". I palchi delle corna della renna, in particolare, servono simultaneamente come armi e come rappresentazioni di potere. Inoltre, la definizione di sciamanesimo varia ampiamente. Gli studiosi sovietici lo percepiscono come una versione del sacerdozio, ma il danese Willerslev postula che lo sciamanesimo sia un'"attività con un'ampia base praticata in gradi variabili dai comuni cacciatori piuttosto che una forma di 'misticismo' sotto il controllo di un'élite religiosa".

### Equipaggiamento
Bastone

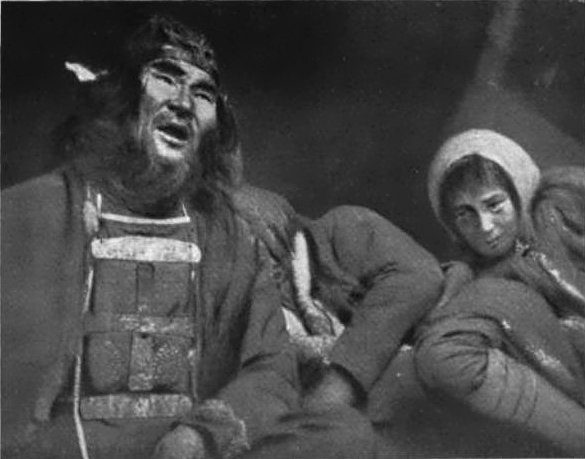
Sciamano ket, 1914

Il bastone di uno sciamano è un oggetto importante per le celebrazioni religiose, in cui rappresenta l'aiutante spirituale dello sciamano e serve come strumento per percuotere il suo tamburo, ciò che si definisce come "guidare le renne". Gli Evenki utilizzano il bastone dello sciamano per predire il futuro riguardo alla crescita e al benessere delle loro mandrie di renne lanciando il bastone stesso verso la persona che chiede e determinando la risposta in base a come esso cade.
Tamburo
Il tamburo è il più importante utensile sciamanico perché il suono che uno sciamano fa con esso gli permette di chiamare a raccolta gli spiriti per aiutarlo nel suo lavoro. Il tamburo di uno sciamano consiste di un anello di legno circolare sul quale è stata tesa pelle di renna. Il tamburo è strettamente associato alla renna, il cavalcare la quale facilitava la capacità dello sciamano di recarsi in viaggio ed era la sorgente della sua forza. Il tamburo di uno sciamano era iniziato e portato in vita in una cerimonia di iniziazione che si concludeva con un banchetto a base di carne di renna che era stata macellata il giorno prima.
La cerimonia nella quale il tamburo è portato in vita abbraccia parecchi giorni. Il secondo giorno, la cerimonia è dedicata a ripercorrere gli stadi della vita della renna la cui pelle è stata usata per fare il tamburo. Lo sciamano raccoglie tutto ciò che è caduto dalla renna, inclusi tutti i peli, e porta tutto alla palude, dove Ylyunda kotta, la padrona dell'universo, vive. Con l'aiuto di otto lupi, poi, lo sciamano cattura l'anima della renna per il suo tamburo.
Abbigliamento
La tenuta di uno sciamano è stata preparata in modo che il potere della renna le cui pelli formavano la veste, sarebbe stato trasferito a colui che la indossava. Il copricapo spesso consiste di un casco di metallo con i palchi della renna, i quali figurano molto nei disegni di oggetti appesi sul mantello. Attaccate al mantello vi erano strisce di pelo o di pelle di renna, che si riferiscono al corpo della renna e al fatto che gli sciamani riacquistano la capacità di volare che, secondo la credenza dei Ket, la renna aveva un tempo posseduto. Gli sciamani hanno anche pali di legno che rappresentano la renna sulla quale cavalcano per raggiungere altri mondi. I migliori degli sciamani enci hanno bastoni di ferro per le renne con una faccia alla punta del manico e l'estremità inferiore a forma di zoccolo. Questi bastoni si usano per trattare gli ammalati e mandare le anime dei morti nell'aldilà.

## Cure mediche
La principale strategia di uno sciamano per trattare i malati era di intercedere tra la persona malata e gli spiriti e le divinità il cui comportamento era associato alla malattia, scacciando lo spirito dal paziente e restituendo l'anima rubata dagli spiriti. Nella cerimonia, gli sciamani invitano gli spiriti dentro sé stessi ingoiando e sbadigliando e offrivano loro sangue e grasso di renna prima di usare la loro influenza per lanciare il loro bastone al fine di scoprire il rimedio più efficace per la cura. Essi chiamavano a raccolta spiriti aiutanti, che sono spesso renne, per trasferire la malattia da un corpo umano allo spirito aiutante. Una persona malata può essere curata anche ponendo la parte ferita del suo corpo dentro la "pancia" di una renna; quando l'area ferita è troppo grande per trattare il problema in questo modo, si tirano fuori i visceri della renna per formare un cerchio attraverso il quale la persona malata possa camminare.

## Cerimonie e sacrifici

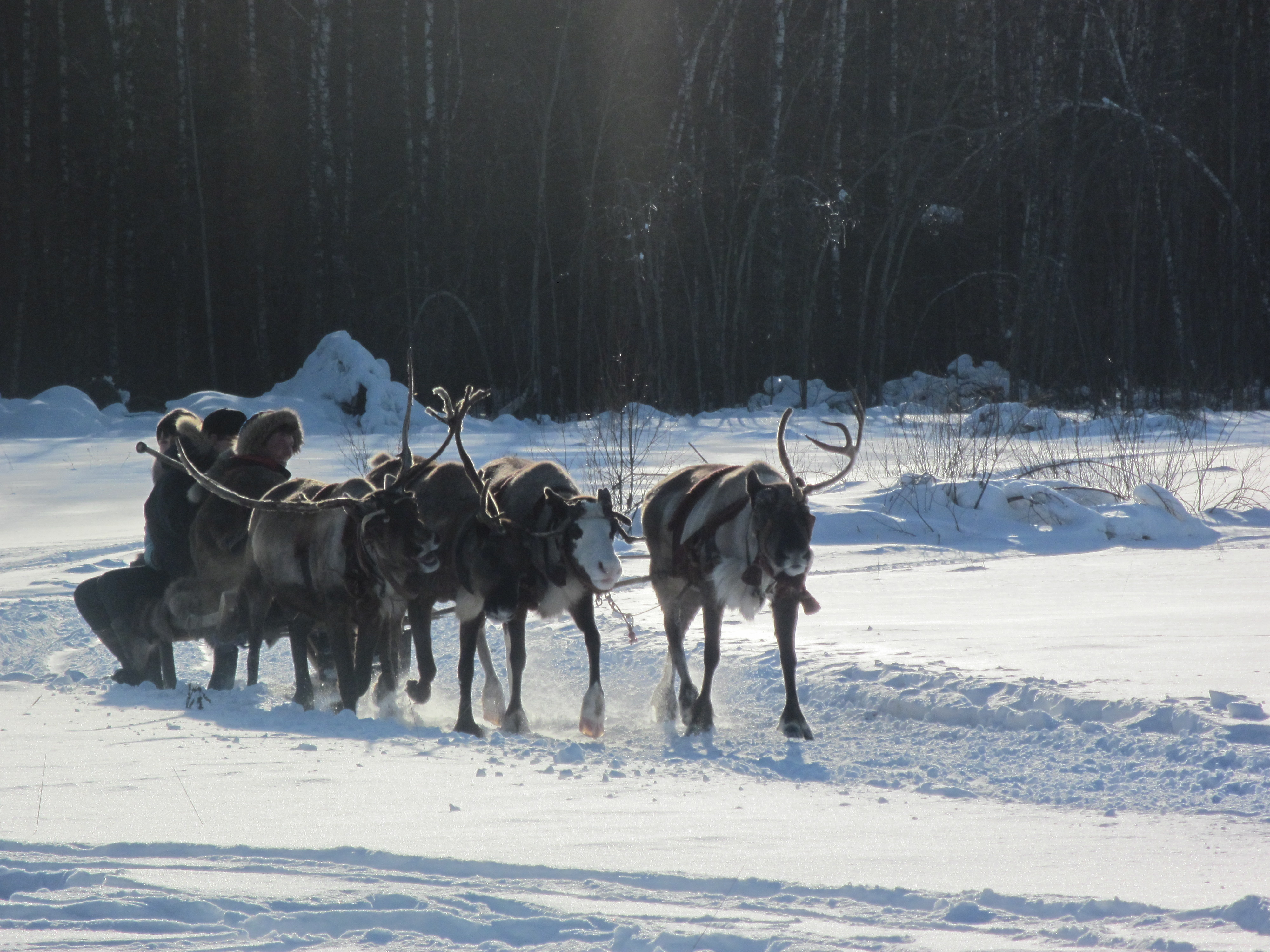
Renne che trainano una slitta in Russia

Sebbene i diversi popoli siberiani seguano diverse tradizioni, molte pratiche cerimoniali riguardanti le renne possiedono caratteristiche di fondo simili. Queste si legano spesso al benessere della mandria e ai benefici monetari che ne derivano, riflettono il retaggio nomade del popolo ed esprimono la relazione dell'umanità con la progressione ciclica delle stagioni. In generale, i sacrifici hanno luogo in "luoghi sacri", che sono di solito boschetti santificati nelle foreste dove dimorano dei o spiriti e dove sorgono alberi consacrati. Le pelli, gli zoccoli e le corna delle renne pendono tra gli alberi, perché si crede necessario che la divinità riceva l'interezza dell'animale che viene sacrificato. Sebbene i vari popoli eseguano i sacrifici delle renne in modi diversi, tutti questi riti implicano in qualche modo l'offerta dell'animale in sacrificio a uno spirito o a una divinità.

### Ostiachi
Per gli Ostiachi, il sacrificio delle renne fa parte di una serie di pratiche generali basate sulle uccisioni rituali, offerte per "rendere più facile la vita di un uomo", ossia, secondo le parole del figlio di uno sciamano, al fine di prolungare la vita e aiutare gli uomini a ristabilirsi dalla malattia. Gli Ostiachi distinguono tra sacrifici "cruenti", o yir, nei quali il sangue degli animali sacrificati viene preservato e consumato, in aggiunta a porzioni di carne cruda, e sacrifici "incruenti", o pori, nei quali la carne degli animali sacrificati viene bollita e mangiata. Gli Ostiachi hanno sacrificato altri animali oltre alle renne, tra cui cavalli, mucche, tori, arieti e galli, ma le renne sono infinitamente preferibili perché il sacrificio di un animale utile è considerato più significativo.
La scelta del luogo per il sacrificio è rivelata in sogno al chirta-ko, o specialista culturale ostiaco. Il chirta-ko si prepara guidando la tribù a cantare canti spirituali accompagnato dal suo tamburo. Durante uno specifico canto, consuma funghi sacri ed è illuminato dalla loro influenza sui dettagli logistici del sacrificio.
Le renne da sacrificare hanno stoffe colorate legate al collo, e i diversi colori rivestono significati speciali: il bianco è associato al cielo, il nero è associato all'aldilà e il rosso è associato alla mortalità terrena. Il genere della renna dovrebbe essere lo stesso dello spirito al quale si sta offrendo. La colorazione della renna è un fattore importante per determinare gli specifici individui da sacrificare. Il numero degli animali offerti nel sacrificio comune di solito è tre o sette.
Dopo un rituale con preghiere cantate, le renne sono uccise e scuoiate senza versare sangue sulla neve. Le persone puliscono le carcasse macellate e consumano la carne dei muscoli cruda con il sale e lo stomaco, il cuore e il fegato cotti. La cerimonia finisce cantando preghiere di ringraziamento. Poi appendono le pelli e le ossa delle renne tra gli alberi allo scopo di restituire lo spirito dell'animale al "Custode della selvaggina o Padrone degli animali" affinché possa essere "rivestito di nuova carne e rimandato sul mondo della superficie terrestre a beneficio del popolo".

### Coriachi
Tra i Coriachi, gli uomini portano le mandrie delle renne lontano dal campo durante l'estate, ma le donne, i bambini e gli anziani rimangono. Al primo avviso che le mandrie stanno ritornando, la gente corre fuori ad incontrarle con il fuoco accesso.

### Ciukci
I Ciukci svolgono una celebrazione simile, in cui accolgono la mandria di ritorno con un allegro e chiassoso benvenuto, prima di macellare una serie di cerbiatti e di daini, scuoiare le loro carcasse ed estrarre il midollo dalle ossa delle renne per sostentamento. Usano poi il sangue di renna in un rituale di pittura. Il "festival dei cerbiatti" è un evento annuale ciukcio che ha luogo ogni primavera, durante il quale si sacrifica una renna a "Colui-Che-Sta-In-Alto". I Ciukci tengono anche un "cerimoniale dei palchi" in cui raccolgono i palchi di tutti gli animali nelle loro mandrie, e quando la raccolta diventa troppo ingombrante da spostare, la collocano tutta in una grande pila e tengono un sacrificio.

## Tradizioni funebri
Come già detto, in generale, i sacrifici avvengono in "luoghi sacri" all'interno delle foreste dove si ritiene che dimorino gli dei o gli spiriti, ai quali si offrono in sacrificio le renne, sia pure con riti diversi tra i vari popoli siberiani. Molte culture hanno una qualche versione dell'idea che le anime dei morti abbiano bisogno di un veicolo per condurle nell'aldilà, perciò è logico che i popoli della Siberia, dove le renne sono i più comuni tra i grandi animali da traino e da cavalcata, credano che siano esse a svolgere questo servizio.

### Ostiachi
Tra gli Ostiachi i palchi delle renne si trovano spesso impilati sui siti di sepoltura.

### Yugra
Anche gli Jugra usano le renne per trasportare i loro moti per la sepoltura , ma poi strangolano gli animali sulla tomba prima di macellarli. Poi avvolgono le ossa nella pelle e lasciano il fagotto a sinistra della tomba, posizionando anche la testa (con i palchi attaccati) sul tetto della casa-tomba.

### Evenki
Gli Evenki credevano negli spiriti che abitavano il sottosuolo, perciò bruciavano i loro morti sopra il terreno cucendo i corpi nelle pelli di renna e ponendo i cadaveri avvolti su alti pali.

### Ciukci
Tra i Ciukci, la cerimonia di sepoltura fornisce alla persona morta i mezzi per viaggiare nell'aldilà e per mandarle sulla loro strada, se non addirittura per trasportarle lungo tutta la distanza. Prima, lo sciamano divina dove la persona morta desiderava essere sepolta. Gli amici del defunto portano il corpo fuori dalla tenda attraverso il fumaiolo o dal retro e lo legano a una slitta nuova o appena riparata alla quale sono state attaccate le renne bardate. Quando il corteo funebre arriva al sito di sepoltura, le rene sono slegate e pugnalate, poi riagganciate alla slitta. Il capo della processione funebre prende allora le redini e schiocca la frusta, fingendo di guidare le renne al paese dei morti e smette solo quando le renne sono morte. Le renne vengono quindi macellate e le carcasse sono lasciate sul sito di sepoltura con la slitta e i finimenti. La famiglia del defunto pone le pelli delle renne macellate sul pavimento della sua tenda e vi pone in cima oggetti di ferro, impedendo ai morti di riemergere dal terreno. Come già accennato, i Ciukci svolgono anche un "cerimoniale dei palchi" raccogliendo i palchi degli animali di tutte le loro mandrie, facendo poi un sacrificio quando la pila diventa troppo ingombrante da spostare.